# Pénznyelő
A Pénznyelő (The Money Pit) egy 1986-os amerikai vígjáték, Tom Hanks főszereplésével.

## Történet
Walter Fielding ügyvéd zenész barátnője, Anna megtudják, hogy Walter apja elvett egy Florinda nevű nőt, miután sikkasztás miatt elmenekült az országból. Másnap Anna exférje, Max, akitől bérlik a lakásukat, közli, hogy azonnal ki kell költözniük. Egy fura ingatlanos haverjától Walter megtudja, hogy egy milliós értékű kúriát mindössze 200 ezer dollárért meg tudnának vásárolni, alkalmi vételként. Ő és Anna találkoznak a tulajdonossal, Estelle-lel, aki azt mondja, azért adja el a házat, mert a férjét, Carlost letartóztatták. Szomorú története, és az, hogy gyertyákkal világít a házban, mert úgymond "kell a pénz a vérszopó ügyvédekre" meghatja őket, és elhatározzák, hogy megveszik azt egy kölcsönből.
Csakhogy rögtön a beköltözés után a ház elkezd szétesni. Előbb a bejárati ajtó szakad ki tokostól, leszakad a lépcső, a csövek el vannak dugulva, a villanyvezetékek kiégnek, a fürdőkád lezuhan a födémen keresztül, összedől a kémény, és egy mosómedve él az ételliftben. A felfogadott munkások teljesen szétverik a házat, de a munkálatokat engedélyeztetni kell, ráadásul valahányszor megkérdezik őket, mindig azt mondják, hogy körülbelül 2 hét, míg elkészül a munka. Walter és Anna ekkortól már "pénznyelőnek" tartják az épületet.
Eltelik négy hónap, de a munkálatok sehol nem tartanak, és még több pénzre lenne szükség a befejezéshez. Anna megpróbál pénzt szerezni Maxtől, együtt vacsoráznak, majd másnap az ő ágyában ébred, ami miatt azt gondolja, hogy megcsalta Waltert. Mindez nem történt meg, mert Max a kanapén aludt, de Walter gyanakodni kezd, és Anna először tagad, majd elismeri, hogy lefeküdtek. Hiába derül ki később, hogy nem, már késő: egyre ellenségesebbek egymással, és végül kijelentik, hogy eladják a házat, miután kész a felújítás és megosztoznak az árán. Végül mégis kibékülnek, és a csodaszépen felújított házban összeházasodnak.
Végül Estelle és férje, Carlos, akik most már, mint látszik, szélhámosok, Brazíliában jelennek meg, ahol rászedik Walter apját és az új feleségét, hogy vegyenek meg tőlük egy régi házat...

## Szereplők
| Szerep               | Színész           | 1. magyar hang (1990) | 2. magyar hang (2002) |
| -------------------- | ----------------- | --------------------- | --------------------- |
| Walter Fielding      | Tom Hanks         | Rátóti Zoltán         | Rátóti Zoltán         |
| Anna Crowley         | Shelley Long      | Jani Ildikó           | Hámori Eszter         |
| Max Beissar          | Alexander Godunov | Schnell Ádám          | Schnell Ádám          |
| Estelle              | Maureen Stapleton | Győri Ilona           | Pásztor Erzsi         |
| Art Shirk            | Joe Mantegna      | Jakab Csaba           | Besenczi Árpád        |
| Curly                | Philip Bosco      | Szersén Gyula         | Szersén Gyula         |
| Jack Schnittman      | Josh Mostel       | Kerekes József        | Kerekes József        |
| Shatov               | Yakov Smirnoff    |                       |                       |
| Brad Shirk           | Carmine Caridi    | Simon György          | Konrád Antal          |
| Ethan                | Brian Backer      |                       |                       |
| Benny                | Billy Lombardo    | Fekete Zoltán         | Nagy Máté             |
| Marika               | Mia Dillon        |                       | Menszátor Magdolna    |
| Carlos               | John Van Dreelen  | Szokolay Ottó         | Szokolay Ottó         |
| Walter Fielding, Sr. | Douglass Watson   | Makay Sándor          | Csuha Lajos           |

## Filmzene
1. Stephen Bishop – The Heart Is So Willing
2. White Lion and Louise Robey – Web Of Desire
3. Siting' On A Dream
4. Sammy Davis Jr. – I Gotta Be Me
5. Skin Tight
6. Cowboy Paradise
7. Los Tupamaros – Mi Orquestra
8. Deborah Harry – Rush Rush
9. Bill Monroe – Candy Gal
10. Peter Alsop – I Am A Pizza (The Pizza Man)
11. Ritchie Valens – La Bamba
12. Christopher Parkening – Gavotte (sonata VI for violin, E major partita)
13. A Londoni Szimfonikus Zenekar – The Wedding Contract
14. Ode to Joy